# Thyroptera devivoi
El murciélago de ventosas de De Vivo (Thyroptera devivoi) es una especie de murciélago de la familia Thyropteridae.

## Distribución geográfica
Se encuentra en  Brasil (sabana Piauí y Tocantins) y Guayana (la sabana de Rupununi).  